# V6 LIVE TOUR 2008 VIBES
『V6 LIVE TOUR 2008 VIBES』（ブイシックス ライブ ツアー 2008 バイブス）は、2008年8月1日から8月31日に開催されたV6のコンサートツアー。また、その模様を収録した映像作品である。2009年1月7日発売。発売元はavex trax。

## 概要
- 「“V6 LIVE TOUR 2008 VIBES”」をDVD化したもの。
- 初回盤は特典DISCが2枚（DISC-3、DISC-4）と特典CDが1枚が付属している。

## 収録内容

### 本編映像
※Blu-ray盤ではDISC-1にまとめて収録。

#### DISC-1
1. Overture
2. NEXPLOSION
3. DIVE
4. Believe Your Smile
5. グッデイ!!
6. 翼になれ
7. over
8. 選ぶ前に飛べ
9. I DON'T FORGIVE
10. Our Place - Coming Century
11. オレじゃなきゃ、キミじゃなきゃ - 20th Century
12. I give smile to you
13. nostalgie
14. VOLTAGE
15. 蝶

#### DISC-2
1. Swing!
2. プールサイド・マーメイド
3. 常夏VIBRATION
4. Crazy world
5. MUSIC FOR THE PEOPLE
6. TAKE ME HIGHER
7. MADE IN JAPAN
8. Be Yourself!
9. サンダーバード-your voice-
10. way of life
11. Darling
12. 愛なんだ
13. 愛のMelody
14. サンキュー！ミュージック！
15. LIGHT IN YOUR HEART
16. HONEY BEAT
17. 心からの歌
18. Believe
19. 本気がいっぱい
20. UTAO-UTAO

### 特典映像

#### 初回生産限定盤

##### DISC-3
1. MULTI ANGLE COLLECTION
  1. Our Place - Coming Century
  2. オレじゃなきゃ、キミじゃなきゃ - 20th Century
  3. MUSIC FOR THE PEOPLE
  4. LIGHT IN YOUR HEART
2. 厳選！全国MC COLLECTION

##### DISC-4
1. TALK ABOUT "LIVE TOUR 2008 VIBES" ～SPECIAL INTERVIEW～
2. VIBESプレミアム携帯待受画面全コレクション

#### 通常盤・Blu-ray盤
DISC-1
1. 蝶（マルチアングル映像）

### 特典CD
※初回生産限定盤のみ
1. NEXPLOSION
作詞：KOMU / 作曲：Red-T / 編曲：ats-
2. 選ぶ前に飛べ
作詞・作曲：井ノ原快彦 / 編曲：久米康隆
3. Crazy world
作詞：Michiko Motohashi / 作曲：加藤裕介 / 編曲：家原正樹